# FA Cup 1985-1986
La FA Cup 1985-1986 è stata la centocinquesima edizione della competizione calcistica più antica del mondo. È stata vinta dal Liverpool contro l'Everton.

## Quarti di finale
| Data          | Squadra di casa | Squadra ospite | Risultato | Note        |
| ------------- | --------------- | -------------- | --------- | ----------- |
| 11 marzo 1986 | Liverpool       | Watford        | 0-0       |             |
| 17 marzo 1986 | Watford         | Liverpool      | 1-2       | Ripetizione |
| 11 marzo 1986 | Sheffield Weds  | West Ham Utd   | 2-1       |             |
| 8 marzo 1986  | Luton Town      | Everton        | 2-2       |             |
| 12 marzo 1986 | Everton         | Luton Town     | 1-0       | Ripetizione |
| 8 marzo 1986  | Brighton        | Southampton    | 0-2       |             |

## Semifinali
| Data          | Squadra di casa | Squadra ospite | Risultato | Note |
| ------------- | --------------- | -------------- | --------- | ---- |
| 5 aprile 1986 | Liverpool       | Southampton    | 2-0       |      |
| 5 aprile 1986 | Everton         | Sheffield Weds | 2-1       |      |

## Finale
| Arbitro: | Alan Robinson |

|                           |           |             |
| Rush 56’ 83’ Johnston 62’ | Marcatori | 27’ Lineker |

| Liverpool             |    |                    |  |
|                       |    |                    |  |
| P                     | 1  | Bruce Grobbelaar   |  |
| D                     | 2  | Mark Lawrenson     |  |
| D                     | 3  | Jim Beglin         |  |
| D                     | 4  | Steve Nicol        |  |
| C                     | 5  | Ronnie Whelan      |  |
| D                     | 6  | Alan Hansen        |  |
| C                     | 7  | Kenny Dalglish (c) |  |
| C                     | 8  | Craig Johnstone    |  |
| A                     | 9  | Ian Rush           |  |
| C                     | 10 | Jan Mølby          |  |
| C                     | 11 | Kevin MacDonald    |  |
| Allenatore/Giocatore: |    |                    |  |
| Kenny Dalglish        |    |                    |  |

| Everton        |    |                     |  |  |
|                |    |                     |  |  |
| P              | 1  | Bobby Mimms         |  |  |
| D              | 2  | Gary Stevens        |  |  |
| D              | 3  | Pat van den Hauwe   |  |  |
| D              | 4  | Kevin Ratcliffe (c) |  |  |
| D              | 5  | Derek Mountfield    |  |  |
| C              | 6  | Peter Reid          |  |  |
| C              | 7  | Trevor Steven       |  |  |
| C              | 8  | Gary Lineker        |  |  |
| A              | 9  | Graeme Sharp        |  |  |
| C              | 10 | Paul Bracewell      |  |  |
| A              | 11 | Kevin Sheedy        |  |  |
| Sostituzioni:  |    |                     |  |  |
| C              |    | Adrian Heath        |  |  |
| Allenatore:    |    |                     |  |  |
| Howard Kendall |    |                     |  |  |